# Sonpeth
Sonpeth es una ciudad y  municipio situada en el distrito de Parbhani en el estado de Maharashtra (India). Su población es de 15765 habitantes (2011). Se encuentra a 49 km de Parbhani.

## Demografía
Según el censo de 2011 la población de Sonpeth era de 32488 habitantes, de los cuales 8120 eran hombres y 7645 eran mujeres. Sonpeth tiene una tasa media de alfabetización del 74,86%, inferior a la media estatal del 82,34%: la alfabetización masculina es del 82,45%, y la alfabetización femenina del 66,94%.